# Fisker
 "Fiskerne" omdirigeres hertil. For andre betydninger af Fiskerne, se Fiskerne (flertydig).
En fisker er en der fanger fisk og andre dyr fra vand eller samler skaldyr.
På verdensplan er der omkring 38 mio. erhvervsfiskere, fritidsfiskere og fiskeopdrættere. Terminologien benyttes også om lystfiskere. Fiskeri har eksisteret som en måde at opnå føde på siden ældre stenalder.